# Villaverde Alto (métro de Madrid)
Villaverde Alto est une station de la ligne 3 du métro de Madrid. Elle est située entre les rues Domingo Párraga et Valle de Tobalina, au centre du quartier de San Andrés, dans l'arrondissement de Villaverde.
Située sous la gare des chemins de fer, elle permet des correspondances avec les trains de banlieue du réseau des Cercanías Madrid.

## Situation sur le réseau
La station se situe entre le terminus d'El Casar au sud et San Cristóbal au nord-ouest, en direction de Moncloa.
Elle possède deux voies séparées par un quai central.

## Histoire
La station est ouverte le 21 avril 2007, lors de la mise en service du prolongement de la ligne au sud depuis Legazpi. Elle constitue le terminus sud de la ligne jusqu'à l'ouverture du prolongement à El Casar le 21 avril 2025.

## Services aux voyageurs

### Accès et accueil
L'accès à la station s'effectue par deux édicules entièrement vitrés de forme rectangulaire situés de chaque côté de la voie ferrée, équipés d'escaliers, d'escaliers mécaniques et d'ascenseurs. Celui au nord, sur la rue Domingo Párraga, est commun avec la gare ferroviaire.

### Intermodalité
La station est en correspondance avec les lignes C-4 et C-5 des chemins de fer de banlieue, les lignes d'autobus no 22, 79, T41 et N14 du réseau EMT et la ligne d'autocar interurbain no 432.